# Ayacucho
För andra betydelser, se Ayacucho (olika betydelser).
Ayacucho är en stad i södra Peru och är den administrativa huvudorten för provinsen Huamanga. Folkmängden uppgick till 180 766 invånare 2015. Ayacucho är en del av distriktet Huamanga, som är en del av provinsen Huamanga belägen i departementet Ayacucho. Staden är känd för sitt stora antal kyrkor och för sitt religiösa firande av passionsveckan.
Ayacucho var skådeplatsen för det avgörande slaget 1824 mellan spanska kronan och de krafter i regionen som slogs för nationell självständighet. Staden, tidigare kallad Guamanga, fick genom ett dekret 1825 av frihetshjälten Simón Bolívar sitt nya namn för att ständigt minna om detta slag, vilket innebar självständighet från Spanien.